# Oscar Arredondo
Oscar Paulino Arredondo de la Mata (* 18. Juli 1918 in Havanna, Kuba; † 20. Juli 2001 ebenda), besser bekannt als Oscar Arredondo, war ein kubanischer Paläontologe. Er gilt als „Vater der kubanischen Paläornithologie“.

## Leben und Wirken
Obwohl sein Geburtstag offiziell mit dem 18. Juli 1918 angegeben ist, soll das eigentliche Geburtsdatum laut Arredondos Mutter der 18. Juni 1918 gewesen sein. Er hatte sechs Geschwister, zwei Schwestern und vier Brüder. 1927 ging er auf eine Volksschule, die er 1932 nach der fünften Klasse verließ, um Arbeiten zu gehen und die Familie finanziell zu unterstützen. Seit seiner Kindheit war Arredondo von der Natur fasziniert. Viele Kenntnisse, insbesondere in der Ornithologie, brachte er sich selbst bei. Von Anfang an waren das Leben und das Verhalten von Tieren seine Leidenschaft.
Von 1936 bis 1941 trat er als Tango-Sänger in verschiedenen Theatern Havannas auf. 1942 arbeitete er in einem Bekleidungsgeschäft und anschließend für vier Jahre als Friseur. Weiter arbeitete er als Fotograf, Obstverkäufer und Vertreter einer Theateragentur, wo einige seiner Brüder angestellt waren. In seiner Freizeit las er viel, beobachtete Tiere und entwickelte ein außerordentliches zeichnerisches Talent. 1945 trat Arredondo der kubanischen Höhlenforschungsgesellschaft bei. Ein Jahr später begann er mit seiner paläontologischen Feldarbeit. 1948 wurde er als Bote beim kubanischen Kommunikationsministerium eingestellt, eine Arbeit, die er bis zu seinem Ruhestand im Jahre 1984 verrichtete. Daneben widmete sich Arredondo dem Studium ausgestorbener Wirbeltiere Kubas, wobei er zahlreiche neue fossile und subfossile Arten des Pleistozäns und Holozäns entdeckte. 1939 verfasste Arredondo seinen ersten wissenschaftlichen Artikel. In der Folgezeit schrieb er unter anderem für die Journale Bohemia, Carteles, El Cartero Cubano, Lux e Ecos und Poeyana.

## Dedikationsnamen
Nach Arredondo sind unter anderem folgende Taxa benannt: Pulsatrix arredondoi Brodkorb (1969), Capromys arredondoi Varona & Arredondo (1979) und Solenodon arredondoi Morgan & Ottenwalder (1993).

## Erstbeschreibungen von Arredondo

### Unterfamilien
- Mesocninae Arredondo, 1988
- Ornimegalonyxinae Arredondo

### Vogelgattungen
- Ornimegalonyx Arredondo, 1958
- Antillovultur Arredondo, 1971 (Synonym für Gymnogyps varonai)
- Gigantohierax O. Arredondo & C. Arredondo, 2002

### Säugetiergattungen
- Macrocapromys Arredondo, 1958
- Neomesocnus Arredondo, 1961
- Neocnus Arredondo, 1961
- Cubacyon Arredondo, 1974
- Paleocapromys Varona & Arredondo, 1979
- Brachycapromys Varona & Arredondo, 1979
- Stenocapromys Varona & Arredondo, 1979
- Indocyon Arredondo, 1981
- Paralouatta Rivero & Arredondo, 1991
- Antillothrix MacPhee, Horovitz, Arredondo & Jimènez, 1995
- Galerocnus Arredondo & Rivero, 1997
- Paramiocnus O. Arredondo & C. Arredondo, 2000

### Vogelarten
- Ornimegalonix oteroi Arredondo, 1958
- Buteogallus borrasi (Arredondo, 1970) (Titanohierax borrasi und Aquila borrasi sind Synonyme)
- Antillovultur varonai Arredondo, 1971 (Synonym für Gymnogyps varonai)
- Tyto noeli Arredondo, 1972
- Tyto riveroi Arredondo, 1972
- Ornimegalonix gigas Arredondo, 1982
- Ornimegalonix minor Arredondo, 1982
- Ornimegalonix acevedoi Arredondo, 1982
- Bubo osvaldoi Arredondo & Olson, 1994
- Oscaravis olsoni O. Arredondo & C. Arredondo, 2002 (Teratornis olsoni ist ein Synonym)
- Gigantohierax suarezi O. Arredondo & C. Arredondo, 2002

### Säugetierarten
- Geocapromys pleistocenicus Arredondo, 1958
- Capromys (Macrocapromys) acevedoi (Arredondo, 1958)
- Neomesocnus brevirostris Arredondo, 1961
- Neocnus major Arredondo, 1961
- Neocnus minor Arredondo, 1961
- Nesophontes submicrus Arredondo, 1970
- Nesophontes major Arredondo, 1970
- Cubacyon transversidens Arredondo, 1974 (Im Gegensatz zu Arredondo hält Storrs L. Olson dieses Taxon für einen Haushund (Canis lupus familiaris))
- Mesocnus herrerai Arredondo, 1977
- Geocapromys megas (Varona & Arredondo, 1979)
- Capromys (Paleocapromys) latus Varona & Arredondo, 1979
- Capromys (Paleocapromys) antiquus Varona & Arredondo, 1979
- Capromys (Paleocapromys) robustus Varona & Arredondo, 1979
- Capromys (Brachycapromys) jaumei Varona & Arredondo, 1979
- Capromys (Stenocapromys) gracilis Varona & Arredondo, 1979
- Capromys (Mesocapromys) kraglievichi Varona & Arredondo, 1979 (Capromys (Mesocapromys) barbouri Varona & Arredondo, 1979 ist ein Synonym)
- Capromys (Pigmaeocapromys) minimus Varona & Arredondo, 1979
- Capromys (Pigmeocapromys) delicatus Varona & Arredondo, 1979
- Capromys (Pigmeocapromys) beatrizae Varona & Arredondo, 1979
- Capromys (Pigmeocapromys) silvai Varona & Arredondo, 1979
- Indocyon caribensis Arredondo, 1981
- Ateles anthropomorphus (Arredondo & Varona, 1983)
- Kuba-Affe Paralouatta varonai Rivero & Arredondo, 1984
- Galerocnus jaimezi Arredondo & Rivero, 1997
- Neocnus amplus O. Arredondo & C. Arredondo, 1999
- Paramiocnus riveroi O. Arredondo & C. Arredondo, 2000